# Нортборо (переписна місцевість, Массачусетс)
Нортборо (англ. Northborough) — переписна місцевість (CDP) в США, в окрузі Вустер штату Массачусетс. Населення — 6474 особи (2020).

## Географія
Нортборо розташоване за координатами 42°18′43″ пн. ш. 71°38′52″ зх. д. / 42.31194° пн. ш. 71.64778° зх. д. (42.311950, -71.647734).  За даними Бюро перепису населення США в 2010 році переписна місцевість мала площу 8,58 км², з яких 8,51 км² — суходіл та 0,07 км² — водойми.

## Демографія
Згідно з переписом 2010 року, у переписній місцевості мешкало 6167 осіб у 2324 домогосподарствах у складі 1656 родин. Густота населення становила 719 осіб/км².  Було 2427 помешкань (283/км²).
Расовий склад населення:
| - 88,3 % — білих - 7,5 % — азіатів - 1,1 % — чорних або афроамериканців - 0,1 % — корінних американців |

До двох чи більше рас належало 2,2 %. Частка іспаномовних становила 3,0 % від усіх жителів.
За віковим діапазоном населення розподілялося таким чином: 24,6 % — особи молодші 18 років, 60,6 % — особи у віці 18—64 років, 14,8 % — особи у віці 65 років та старші. Медіана віку мешканця становила 42,4 року. На 100 осіб жіночої статі у переписній місцевості припадало 92,3 чоловіків;  на 100 жінок у віці від 18 років та старших — 88,6 чоловіків також старших 18 років.
Середній дохід на одне домашнє господарство  становив 110 361 долар США (медіана — 90 096), а середній дохід на одну сім'ю — 123 235 доларів (медіана — 112 431). Медіана доходів становила 72 300 доларів для чоловіків та 61 691 долар для жінок. За межею бідності перебувало 2,5 % осіб, у тому числі 1,2 % дітей у віці до 18 років та 7,3 % осіб у віці 65 років та старших.
Цивільне працевлаштоване населення становило 3420 осіб. Основні галузі зайнятості: освіта, охорона здоров'я та соціальна допомога — 25,4 %, роздрібна торгівля — 15,1 %, науковці, спеціалісти, менеджери — 14,6 %.